# 佐原インターチェンジ

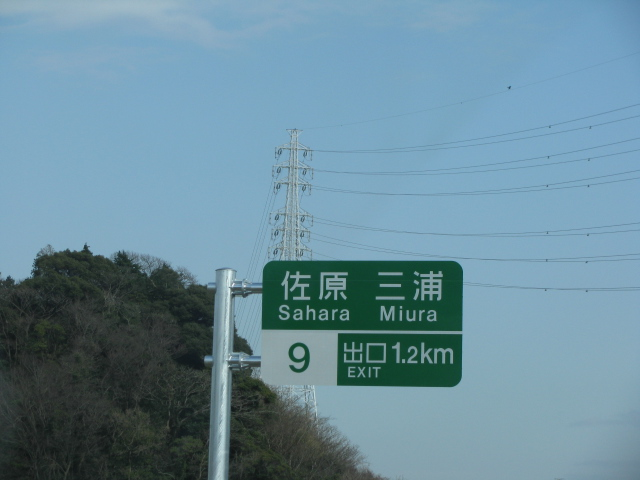
佐原インターチェンジ(横浜方面より)

佐原インターチェンジ（さはらインターチェンジ）は、神奈川県横須賀市佐原1丁目にある横浜横須賀道路本線のインターチェンジ。狩場方面入口、馬堀海岸方面出口のみのハーフインターチェンジである。

## 道路
- E16 横浜横須賀道路(9番)
- 神奈川県道27号横須賀葉山線

## 歴史
- 1990年（平成2年）3月29日 - 衣笠IC-佐原IC間開通に伴い開業。
- 2009年（平成21年）3月20日 - 佐原IC-馬堀海岸IC間が開通。

## 周辺
- 北久里浜駅
- YRP野比駅
- 横須賀リサーチパーク（YRP）
- 横須賀市立大矢部小学校
- 横須賀市立久里浜中学校

## 料金所
- ブース数7

### 入口
- ブース数3
  - ETC専用:2
  - 一般:1

### 出口
- ブース数4
  - ETC専用:2
  - 一般:2

## 隣
E16 横浜横須賀道路
(8)衣笠IC - (9)佐原IC - 佐原TB - (10)浦賀IC